# Austrodecus tristanense
Austrodecus tristanense là một loài nhện biển trong họ Austrodecidae. Loài này thuộc chi Austrodecus. Austrodecus tristanense được miêu tả khoa học năm 1955 bởi Stock.